# He 45 (航空機)
ハインケル He 45
- 用途：爆撃機
- 製造者：ハインケル
- 運用者：ドイツ空軍
- 初飛行：1931年
- 生産数：512機

ハインケル He 45（Heinkel He 45）は、1930年代初めにドイツで製造された軽爆撃機である。

## 概要
ハインケル He 45は新生「ドイツ空軍」に配備された初期の航空機の一つであった。本機は従来の複葉機と同様の機体構成で、パイロットと銃手は開放式コックピットにタンデム配置で搭乗した。He 46と並行して開発され1931年に多用途複葉機として登場したHe 45は主に練習機として用いられたが、ドイツ空軍では偵察機と軽爆撃機の任務にも使用された。本機はゴータ社、フォッケウルフ社、BFW社でライセンス生産された分を含めて総計512機が生産された。

## 派生型
He 45a
BMW VI 7,3Z エンジンを搭載した最初の試作機
He 45b
4枚ブレードのプロペラを装着した試作2号機
He 45c
前方固定 7.92 mm (.312 in) MG 17 機関銃（1丁）と後席の7.92 mm MG 15 機関銃（1丁）を装備した試作3号機
He 45A
初期量産型
He 45A-1
練習機型
He 45A-2
偵察機型
He 45B
改良された量産型
He 45B-1
7.92 mm (0.312 in) 機関銃（1丁）で武装した偵察機型
He 45B-2
100 kg (220 lb) 爆弾を搭載可能
He 45C
He 45cの量産型
He 45D
He 45Cと似た小改良型
He 61
492 kW (660 hp) のBMW VIエンジンを搭載したHe 45Cの中華民国向け偵察機型,

## 運用
ブルガリア公国
- ブルガリア空軍

 中華民国
 ドイツ国
- ドイツ空軍

 ハンガリー王国
- 王立ハンガリー空軍が1機のHe 45Cを運用[1]

 スペイン
- スペイン空軍

## 要目 (He 45C)
出典: Warplanes of the Third Reich
諸元
- 乗員: 2
- 全長: 10.60 m （34 ft 91⁄3 in）
- 全高: 3.60 m （11 ft 93⁄4 in）
- 翼幅: 11.50 m（37 ft 83⁄4 in）
- 翼面積: 34.60 m2 （372.32 ft2）
- 空虚重量: 2,110 kg （4,641 lb）
- 運用時重量: 2,751 kg （6,052 lb）
- 有効搭載量: kg （lb）
- 最大離陸重量: kg （lb）
- 動力: BMW VI 液冷 V型12気筒エンジン、560 kW （750 hp）   × 1

性能
- 超過禁止速度: km/h （kt）
- 最大速度: 290 km/h（海面高度） （157 kt） 180 mph
- 巡航速度: 221 km/h （119 kt） 137 mph
- 失速速度: km/h （kt）
- フェリー飛行時航続距離: km （海里）
- 航続距離: 1,200 km （649 海里） 746 mi
- 実用上昇限度: 5,500 m （18,045 ft）
- 上昇率: 1,000 m (3,280 ft): 2.4 分 （ft/s）
- 離陸滑走距離: m （ft）
- 着陸滑走距離: m （ft）
- 翼面荷重: kg/m2 （lb/ft2）
- 馬力荷重（プロペラ）: kW/kg （hp/lb）

武装
- 固定武装: 1 × 7.92 mm (.312 in) forward firing MG 17 machine gun and one MG 15 machine gun in rear cockpit
- 爆弾: 300 kg (660 lb) bombs